# Bus factor

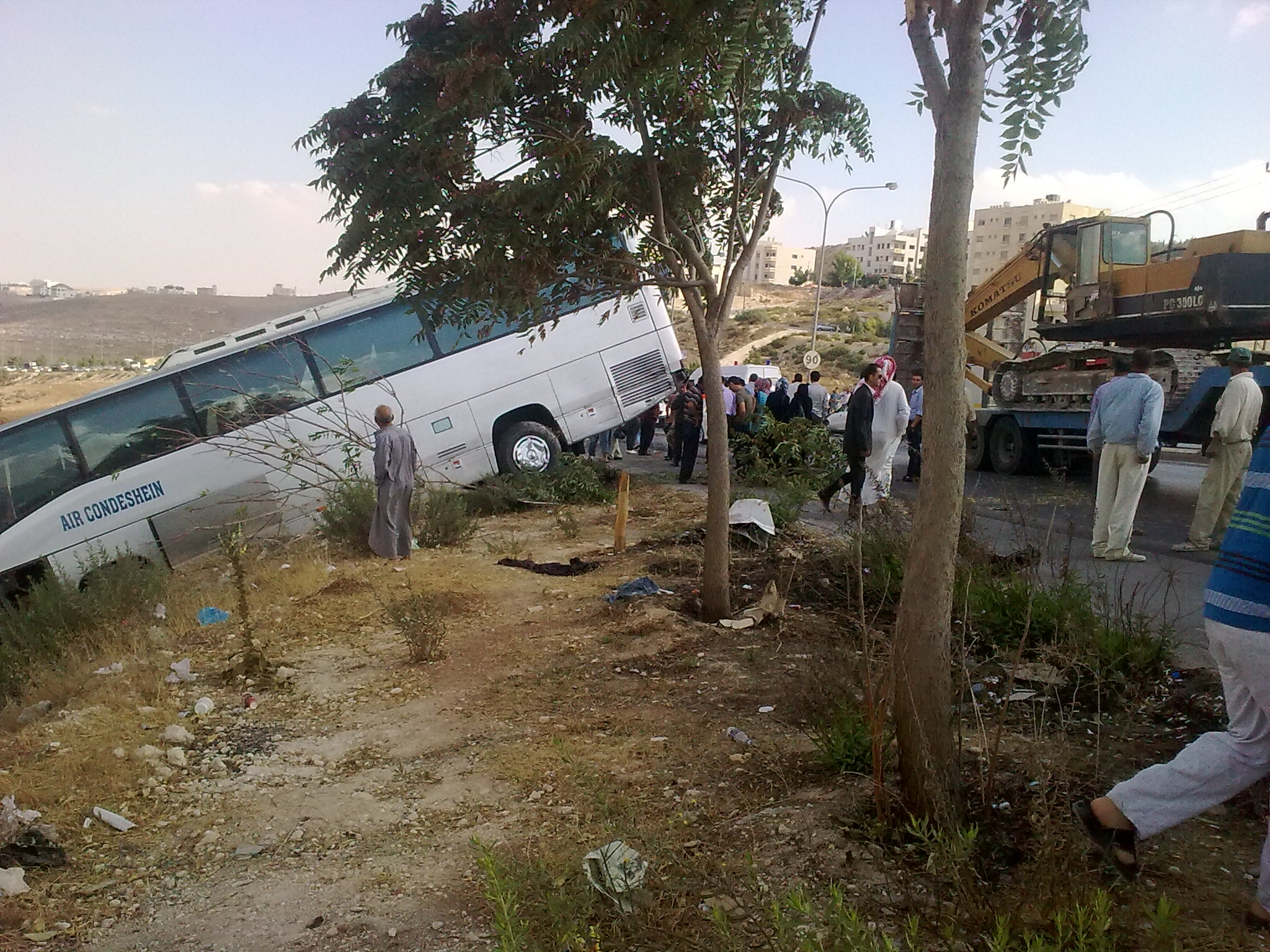
Dopravní nehoda autobusu.

Bus factor (též truck factor, nebo bus/truck number či lorry factor) je pojem užívaný při procesu vývoje softwaru. Označuje se jím počet vývojářů, jejichž odchod by projekt vážně ohrozil či úplně zastavil, čímž by byla ohrožena tzv. institucionální paměť. Definuje se tak míra závislosti projektu na informacích, které zná jedna nebo několik málo osob. Vysoké číslo znamená, že mnoho jednotlivců ví dost, aby mohli pokračovat, a projekt může být zdárně dokončen i za nepříznivých okolností.
„Přejetí autobusem“ je metaforou pro různé životní situace, které dotyčnému neumožní se dále do projektu zapojit. Může mít mnoho forem, například změna práce, narození potomka, změna životního stylu či úmrtí. Daný člověk tak odnese klíčové informace (např. zdrojový kód), se kterými nejsou seznámeni zbylí členové týmu.

## Příklady
Jedním z prvních použití tohoto pojmu se stala otázka, kterou v roce 1994 veřejně položil Michael McLay: Co by se stalo s programovacím jazykem Python, kdyby Guida van Rossuma přejel autobus?
Studie z července 2015 spočítala bus factor 133 oblíbených aplikací na GitHubu. Výsledky ukázaly, že většina z nich má nízký bus factor (46 % aplikací mělo bus factor = 1 a 28 % aplikací bus factor = 2).